# Raymond Cowels
Raymond Cowels III (ur. 18 listopada 1990 w Chicago) – amerykański koszykarz, występujący na pozycjach rzucającego obrońcy lub niskiego skrzydłowego, obecnie zawodnik Legii Warszawa.
W 2015 i 2017 reprezentował Memphis Grizzlies, podczas letniej ligi NBA.
18 września 2019 został zawodnikiem Spójni Stargard. 3 czerwca 2020 opuścił klub.
2 czerwca 2021 dołączył do Union Poitiers Basket 86, występującego w II lidze francuskiej (Pro B).
22 czerwca 2021 zawarł umowę z Legią Warszawa. W sezonie 2024/2025 zawodnik MKS Dąbrowa Górnicza.

## Osiągnięcia
Stan na 18 lutego 2024, na podstawie, o ile nie zaznaczono inaczej.
Drużynowe
- Wicemistrz Polski (2022)[7]
- Brąz ligi:
  - ligi holenderskiej (2014)
  - fińskiej (2017)
- Zdobywca Pucharu Polski (2024)[8]
- Finalista Pucharu Polski (2021)[9]

Indywidualne
- MVP kolejki EBL (11 – 2021/2022)[10]
- Zaliczony do:
  - I składu:
    - nowozelandzkiej ligi NBL (2016)
    - kolejki EBL (11, 14 – 2020/2021[11][12], 11, 25 – 2021/2022[13][14])

  - III składu EBL (2022 przez dziennikarzy)[15]
- Uczestnik:
  - meczu gwiazd francuskiej ligi LNB Pro A (2017)
  - konkursu rzutów za 3 punkty EBL, rozegranego podczas pucharu Polski (2020[16], 2021 – 5. miejsce[17], 2024[18])